# 아시아사향고양이아과
아시아사향고양이아과(Paradoxurinae)는 사향고양이과에 속하는 아과 분류군의 하나로 1864년 존 에드워드 그레이가 처음 기술했다. 5속 10종으로 이루어져 있다.

## 하위 분류
- 빈투롱속 (Arctictis)
  - 빈투롱 (Arctictis binturong)
- 세줄무늬사향고양이속 또는 작은이빨팜시벳속 (Arctogalidia)
  - 세줄무늬사향고양이 또는 작은이사향고양이 또는 작은이빨팜시벳 (Arctogalidia trivirgata)
- 술라웨시섬사향고양이속 (Macrogalidia)
  - 술라웨시섬사향고양이 또는 술라웨시섬팜시벳 (Macrogalidia musschenbroekii)
- 흰코사향고양이속 또는 복면사향고향이속 (Paguma)
  - 흰코사향고양이 또는 복면사향고양이 (Paguma larvata)
- 아시아사향고양이속 또는 팜시벳속 (Paradoxurus)
  - 황금습지사향고양이 또는 황금습지팜시벳 (Paradoxurus aureus) (F. Cuvier, 1822)[2]
  - 아시아사향고양이 또는 말레이사향고양이 또는 팜시벳 (Paradoxurus hermaphroditus)
  - 갈색사향고양이 또는 저던사향고양이 (Paradoxurus jerdoni)
  - 스리랑카갈색사향고양이 또는 스리랑카갈색팜시벳 (Paradoxurus montanus) (Kelaart, 1852)[2]
  - 황금건초지사향고양이 또는 황금건초지팜시벳 (Paradoxurus stenocephalus) (Groves, 2009)[2]
  - 황금사향고양이 또는 황금팜시벳 (Paradoxurus zeylonensis)